# Polyrhachis menozzii
Polyrhachis menozzii é uma espécie de formiga do gênero Polyrhachis, pertencente à subfamília Formicinae.